# Élections municipales de 2023 à Séville
Les élections municipales de 2023 à Séville (en espagnol : elecciones municipales de 2023 en Sevilla) se tiennent le dimanche 28 mai 2023, afin d'élire les 31 conseillers municipaux de Séville pour un mandat de quatre ans.

## Contexte
Le 15 juin 2019, à la suite des élections du 26 mai, le maire socialiste sortant, Juan Espadas, est investi pour un second mandat. Il bénéficie du seul soutien des élus de sa liste, arrivée en tête du scrutin avec 13 élus sur 31.
Visant un mandat de sénateur désigné par le Parlement d'Andalousie, Juan Espadas est contraint de démissionner le 20 décembre 2021, la loi régionale interdisant le cumul des mandats. Le 3 janvier 2022, Antonio Muñoz lui succède, là encore avec l'unique soutien des édiles socialistes.

## Mode de scrutin

### Conditions de candidature
Peuvent présenter des candidatures, : 
- les partis et fédérations de partis inscrits auprès des autorités ;
- les coalitions de partis et/ou fédérations inscrites auprès de la commission électorale au plus tard dix jours après la convocation du scrutin ;
- et les électeurs de la commune, s'ils représentent au moins 5 000 parrainages.

### Répartition des sièges
Le nombre de conseillers municipaux est établi en fonction de la population de la commune. Les communes de plus de 100 001 habitants comptent 25 conseillers et un conseiller supplémentaire pour 100 000 habitants ou fraction, ainsi qu'un conseiller supplémentaire si le total de conseillers municipaux constitue un nombre pair. Séville comptant officiellement 681 998 habitants recensés à la fin de l'année 2022, elle dispose de 31 conseillers municipaux.
Seules les listes ayant recueilli au moins 5 % des suffrages valides — qui constitue le total des suffrages exprimés et des bulletins blancs — peuvent participer à la répartition des sièges à pourvoir dans cette même circonscription, qui s'organise en suivant différentes étapes : 
- les listes sont classées en une colonne par ordre décroissant du nombre de suffrages obtenus ;
- les suffrages de chaque liste sont divisés par 1, 2, 3... jusqu'au nombre de députés à élire afin de former un tableau ;
- les mandats sont attribués selon l'ordre décroissant des quotients ainsi obtenus[8],[9],[10].

### Élection du maire
Le maire est élu par le conseil municipal, parmi les conseillers municipaux ayant occupé la première place de leurs listes respectives. Est élu maire celui qui recueille le soutien de la majorité absolue des conseillers. Si aucun candidat n'atteint cette majorité, le conseiller municipal ayant occupé la première place de la liste qui a recueilli le plus grand nombre de suffrages est proclamé maire.

## Campagne

### Principales listes
| Force politique | Force politique                                                          | Force politique                               | Idéologie                                                                       | Tête de liste                        | Résultats en 2019       |
| --------------- | ------------------------------------------------------------------------ | --------------------------------------------- | ------------------------------------------------------------------------------- | ------------------------------------ | ----------------------- |
|                 | Parti socialiste ouvrier espagnol (es) Partido Socialista Obrero Español | PSOE                                          | Centre gauche Social-démocratie, progressisme                                   | Antonio Muñoz (Maire)                | 39,2 % des voix 13 élus |
|                 | Parti populaire (es) Partido Popular                                     | PP                                            | Centre droit à droite Libéral-conservatisme, démocratie chrétienne, unionisme   | José Luis Sanz (Ex-maire de Tomares) | 23,2 % des voix 8 élus  |
|                 | Ciudadanos (fr) Citoyens                                                 | Cs                                            | Centre droit à droite Libéralisme, réformisme, unionisme                        | Miguel Ángel Aumesquet               | 12,5 % des voix 4 élus  |
|                 | Con Andalucía (fr) Avec l'Andalousie                                     | Con Andalucía (fr) Avec l'Andalousie          | Gauche Progressisme, écologisme, andaloucisme                                   | Susana Hornillo (es)                 | En coalition 3 élus     |
|                 | Vox                                                                      | Vox                                           | Droite radicale à extrême droite Néo-franquisme, centralisme, ultranationalisme | María Cristina Peláez                | 8,0 % des voix 2 élus   |
|                 | Adelante Andalucía (fr) En avant l'Andalousie                            | Adelante Andalucía (fr) En avant l'Andalousie | Gauche Progressisme, écologisme, andaloucisme                                   | Sandra Heredia                       | En coalition 1 élus     |

## Résultats
|                        |                                                         |         |       |       |        |               |  |  |  |  |  |  |  |  |
| Parti                  | Parti                                                   | Voix    | %     | +/-   | Sièges | +/-           |  |  |  |  |  |  |  |  |
|                        | Parti populaire (PP)                                    | 132 778 | 41,17 | 18,02 | 14     | 6             |  |  |  |  |  |  |  |  |
|                        | Parti socialiste ouvrier espagnol (PSOE)                | 110 204 | 34,17 | 5,07  | 12     | 1             |  |  |  |  |  |  |  |  |
|                        | Vox                                                     | 28 727  | 8,91  | 0,96  | 3      | 1             |  |  |  |  |  |  |  |  |
|                        | Con Andalucía                                           | 22 803  | 7,07  | -     | 2      | 1             |  |  |  |  |  |  |  |  |
|                        | Adelante Andalucía (Adelante)                           | 11 974  | 3,71  | -     | 0      | 1             |  |  |  |  |  |  |  |  |
|                        | Ciudadanos (Cs)                                         | 5 069   | 1,57  | 10,88 | 0      | 4             |  |  |  |  |  |  |  |  |
|                        | Parti animaliste contre la maltraitance animale (PACMA) | 4 344   | 1,35  | 0,24  | 0      | en stagnation |  |  |  |  |  |  |  |  |
|                        | Sièges en blanc (EB)                                    | 1 093   | 0,34  | Abs.  | 0      | en stagnation |  |  |  |  |  |  |  |  |
|                        | Pour un monde + juste (PUM+J)                           | 848     | 0,26  | 0,11  | 0      | en stagnation |  |  |  |  |  |  |  |  |
|                        | Parti communiste des travailleurs espagnols (PCTE)      | 586     | 0,18  | Nv.   | 0      | en stagnation |  |  |  |  |  |  |  |  |
|                        | Phalange espagnole (FE-JONS)                            | 210     | 0,06  | 0,04  | 0      | en stagnation |  |  |  |  |  |  |  |  |
|                        | Vote blanc                                              | 3 857   | 1,20  | 0,48  |        |               |  |  |  |  |  |  |  |  |
|                        |                                                         |         |       |       |        |               |  |  |  |  |  |  |  |  |
| Suffrages exprimés     | Suffrages exprimés                                      | 322 493 | 98,89 |       |        |               |  |  |  |  |  |  |  |  |
| Votes nuls             | Votes nuls                                              | 3 625   | 1,11  |       |        |               |  |  |  |  |  |  |  |  |
| Total                  | Total                                                   | 326 118 | 100   | -     | 31     | en stagnation |  |  |  |  |  |  |  |  |
| Abstention             | Abstention                                              | 205 768 | 38,69 |       |        |               |  |  |  |  |  |  |  |  |
| Inscrits/Participation | Inscrits/Participation                                  | 531 886 | 61,31 |       |        |               |  |  |  |  |  |  |  |  |